# РГТ-27С
РГТ-27С (абр. ручна граната термобарична) — ручна термобарична граната українського виробництва. Представлена під час демонстрації нових розробок концерну Укроборонпром на полігоні в Чернігівській області в кінці липня 2017 року. Розроблена Державним науководослідним інститутом хімічних продуктів та виробляється ДАХК «Артем».
Прийнята на озброєння 2020 року, але про серійне виробництво невідомо.

## Принцип дії
Під час вибуху граната РГТ-27 створює на чотири секунди вогняну хмару об’ємом 13 м³, яка під час вибуху сягає температури 2500-3000 °C. Це дозволяє не лише знищувати живу силу, але і виводити з ладу легкоброньовану техніку..

## Бойове застосування
Відомо про використання цих гранат під час російського вторгнення в Україну. Зокрема, в лютому 2023 року з'явилось відео скидання гранати з дрона DJI Mavic 3. Також в лютому 2024 року з'явилось відео знищення Ніви за допомогою цієї гранати.

## Модифікації
Виробництва ДАХК «Артем»
- РГТ-27С - з прямокутним корпусом
- РГТ-27С2 - з корпусом циліндричної форми.

Також розроблено навчально-тренувальні гранати РГТ-27С та РГТ-27С2, які є масогабаритним макетом бойових гранат з інертним спорядженням (на корпусі навчальних гранат чорною фарбою нанесений напис IНЕРТ)